# Montechiaro d'Asti
Montechiaro d'Asti, (Monciàir en piemontès) és un municipi situat al territori de la província d'Asti, a la regió del Piemont (Itàlia).
Limita amb els municipis de Camerano Casasco, Chiusano d'Asti, Cortanze, Cossombrato, Cunico, Montiglio Monferrato, Soglio i Villa San Secondo.
Pertanyen al municipi les frazioni de Nocciola i Regione Reale.

## Galeria fotogràfica

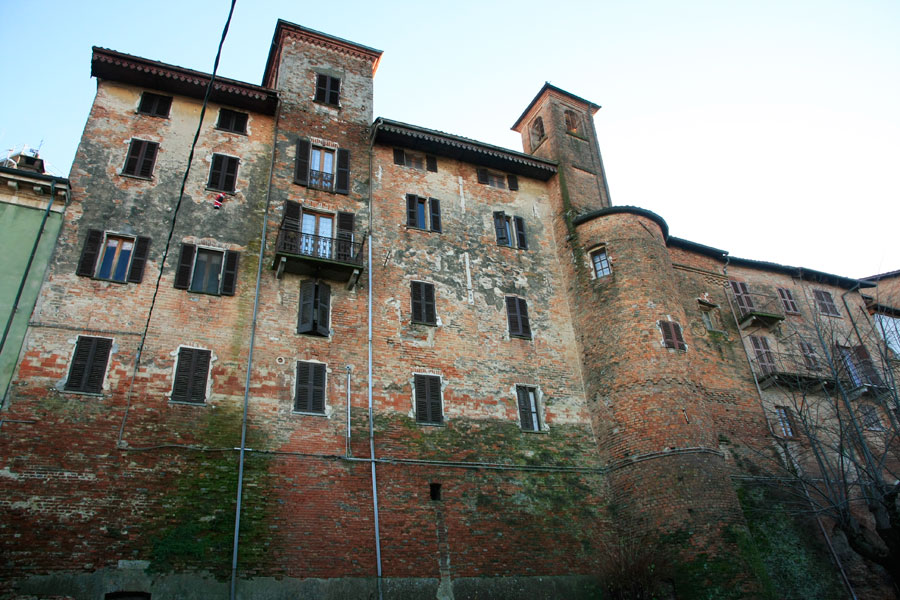
Detall de la muralla